# Gargarisme

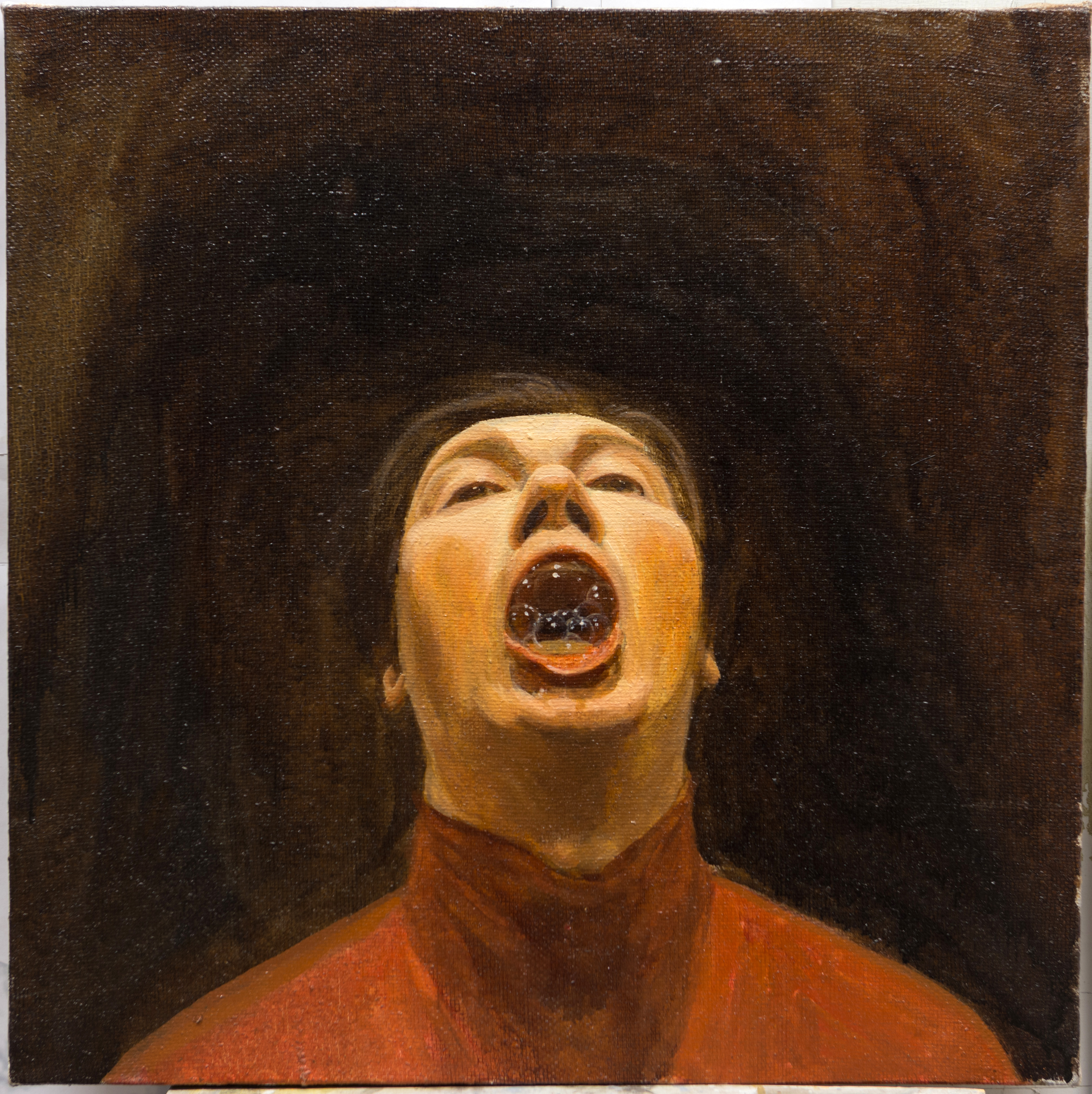
Gargarisme par Pavel Otdelnov

Un gargarisme est le fait de se gargariser, c'est-à-dire de se rincer la gorge avec un liquide, puis de le recracher. Il peut s'agir d'une mesure d'hygiène quotidienne, ou d'un traitement médical, par exemple contre une pharyngite (inflammation du pharynx) ou pour limiter le risque d'alvéolite après une avulsion dentaire.

## Mode opératoire
L'opération consiste à prendre le liquide en bouche puis à basculer la tête en arrière en s'empêchant de l'avaler, de sorte qu'il reste au niveau de l'arrière-bouche et de la partie supérieure de la gorge. Il s'agit ensuite de provoquer la formation de bulles par l'expulsion d'air depuis les poumons, afin de faire circuler le liquide.

## Utilisation contre le COVID-19
En 2020, des publications largement relayées sur les réseaux sociaux prétendent faussement qu'il est possible d'éliminer le coronavirus en se gargarisant avec de l'eau tiède mélangée avec du sel ou du vinaigre. Les experts rectifient alors rapidement les faits et affirment que les gargarismes à l'eau salée ou au vinaigre  ne permettent aucunement de guérir du COVID-19 : ils permettent tout au plus d'apaiser certains maux de gorge.

## Liquides utilisés
Par métonymie, un gargarisme peut aussi être le liquide utilisé pour se gargariser.

Il peut s'agir d'eau, mais aussi de toutes sortes d'autres liquides ayant des propriétés apaisante, anti-inflammatoire, et/ou antiseptique (si l'inflammation est d'origine bactérienne) :
- solutions médicamenteuses, soit en vente libre dans les supermarchés et les pharmacies, soit sur prescription d'un médecin : notamment des solutions destinées à être prises en bain de bouche ;
- thé vert en Asie[3],[4] ;
- décoctions de sauge, de thym, de camomille, en phytothérapie.
- certains remèdes dits « de Grand-mère » recommandent l'utilisation de :
  - solutions salines, par exemple à base de sel alimentaire : le sel est supposé apaiser une inflammation en la privant par osmose de l'eau qu'elle contient ;
  - citron ;
  - miel ;
  - vinaigre ;
  - boissons alcoolisées.

## Son
Cette opération produit un son caractéristique, qui est d'ailleurs à l'origine de son nom en français, par onomatopée.

## Gargarismes et convenances
Ce son est jugé inélégant au regard de l'étiquette occidentale moderne. Se gargariser en public, par exemple lors d'un repas, est donc considéré comme une impolitesse. Par conséquent, il est plutôt pratiqué seul, dans une salle de bains, devant un lavabo pour pouvoir se débarrasser proprement du liquide après l'avoir recraché. Il est courant de se gargariser après s'être brossé les dents, au moment de se rincer la bouche. Dans l'état de la Louisiane, il est illégal de faire des gargarismes en public.
De même, dans la religion musulmane, se gargariser durant le jeûne du Ramadan peut être mal vu. Cette pratique peut en effet être considérée comme une manière détournée d'apaiser sa soif, alors qu'il est interdit de boire. En revanche, les théologiens conseillent les gargarismes lors des ablutions.